# تيمبو (علم الفلك)
تيمبو هو برنامج حاسوبي يحلل عمليات الرصد الراديوية للنجوم النابضة.بمجرد توفر ما يكفي من الملاحظات، يمكن أن يستنتج تيمبو معدل دوران النباض وطوره، وموقعة الفلكي ومعدلات التغير، ومعلمات الأنظمة الثنائية من خلال ملاءمة أنماط أوقات النبض إالى وقت الوصول المقاس عند أحد المراصد الأرضية أو أكثر .
يدار برنامج تيمبو من قبل جامعة برنستون وهيئة البحوث الأسترالية متمثلة في مقراب أستراليا القومي فاسليتي. وهناك دليل مرجعي متاح ولكن لا توجد وثائق عامة. برنامج تيمبو قديم نسبيا، ويجري استبدالة ببرنامج تيمبو 2.